# Angavastra
Eine angavastra (Plural: angavastram, Sanskritअङ्गवस्त्रम्) ist eine Art Schultertuch oder Stola, die in Indien, vor allem in Maharashtra und Südindien, von Männern getragen wird. Sie ist ein einzelnes, rechteckiges Stück Stoff, oft mit dekorierten Rändern. Eine angavastra wird mit einem Dhoti und einer Kurta getragen. Sie wird als Zeichen des Respekts Gästen, Älteren oder Gurus angeboten.